# Bernadí Vallmanya

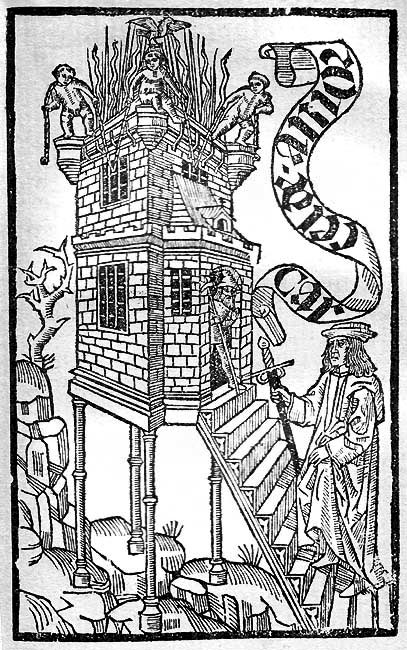
Il·lustració de Lo càrcer d'amor (Barcelona, 1493)

Bernadí (o Bernardí) Vallmanya fou un escrivà valencià del segle xv, autor de poesia i de tres traduccions del castellà al valencià.
Exercí de secretari de Serafí de Centelles-Riu-sec i Ximénez de Urrea, comte d'Oliva. Participà al certamen literari de València de 1474, les obres del qual foren publicades en un volum amb el nom de Trobes en llaors de la Verge Maria, que es tracta a més de la primera obra literària impresa a Espanya. Traduí al català, reescrivint-les en un estil llatinitzant, artificiós i complex («estil de valenciana prosa»), tres obres escrites originalment en castellà:
- Lo càrcer d'amor, traducció de Cárcel de Amor de Diego de San Pedro impresa a Barcelona per Joan Rosembach el 1493. L'estil pompós i artitzat de la traducció de Vallmanya contrasta amb el de l'original, més senzill.[1] Fon editada per Ramon Miquel i Planas el 1906 (reed. 1912). És possiblement el primer llibre il·lustrat de la impremta catalana.[4]
- Revelació del benaventurat apòstol sant Pau (València, 1495). Traducció d'una versió castellana anònima de la Visio sancti Pauli.
- Cordial de l'ànima (València, 1495). Traducció del Cordiale de quattuor novissimis, atribuït a Gerhard von Vliederhoven, a través de la versió de Gonzalo García de Santa María.